# Stanisław Dworak (architekt)
Stanisław Dworak (ur. 1938 w Sadku, zm. 9 stycznia 2008 w Warszawie) – polski architekt, samorządowiec, działacz społeczny.

## Życiorys
Uczęszczał do Technikum Budowlanego w Radomiu, które ukończył w 1958. Rozpoczął wtedy pracę przy budowie osiedla Milica w Skarżysku–Kamiennej. W czasie służby wojskowej rozpoczął studia na Wydziale Architektury Politechniki Warszawskiej jednak w 1962 przeniósł się na Politechnikę Świętokrzyską. Ukończył tam studia inżynierskie w 1966. Podczas studiów został zatrudniony w Wydziale Architektury i Urbanistyki Prezydium Powiatowej Rady Narodowej w Szydłowcu. W latach 1966–1975 sprawował funkcję architekta powiatowego. Równocześnie, w latach 1969–1972 uczył rysunku technicznego w Liceum Ogólnokształcącym im. H. Sienkiewicza.
Następnie, do 1980, pracował w Urzędzie Wojewódzkim w Radomiu. W tym roku został zastępcą Naczelnika Miasta i Gminy Szydłowiec. W 1990 został wybrany do tamtejszej rady miasta, której został przewodniczącym. Wraz z innymi radnymi skutecznie zabiegał o utworzenie powiatu i sądu rejonowego z siedzibami w Szydłowcu. Po utworzeniu powiatu, w 1998, został radnym i wszedł w skład jego zarządu. W 2005 przeszedł na emeryturę.
Zaprojektował m.in. kościół parafii MB Bolesnej w Sadku, pomniki Żołnierzy Września 1939 w Baraku i Jana Pawła II w Szydłowcu. Był również rysownikiem-karykaturzystą.
Był jednym z inicjatorów i założycieli Towarzystwa Miłośników Ziemi Szydłowieckiej oraz propagatorem turystyki i harcerstwa.